# Flamant nain
Phoeniconaias minor
Genre
Espèce
Synonymes
- Phoenicopterus minor  É. Geoffroy Saint-Hilaire, 1798 Protonyme

Statut CITES
Statut de conservation UICN

 NT  : Quasi menacé
Le flamant nain  ou petit flamant (Phoeniconaias minor) est une espèce d'oiseaux de la famille des Phoenicopteridae. Il se rencontre depuis l’Afrique (principalement dans la vallée du Grand Rift) jusqu’en Inde. C’est le plus petit et le plus nombreux des flamants, comptant probablement jusqu’à un ou deux millions et demi d’individus. C'est la seule espèce du genre Phoeniconaias.

## Description
Son plumage est en majeure partie blanc rosâtre.
La différence la plus nette avec le flamant rose, la seule autre espèce vivant dans l’Ancien Monde, est la zone noire du bec beaucoup plus étendue. La différence de taille n’est évidente que si les deux espèces sont côte à côte, d’autant plus que dans chaque espèce il existe aussi une différence de taille entre les sexes.

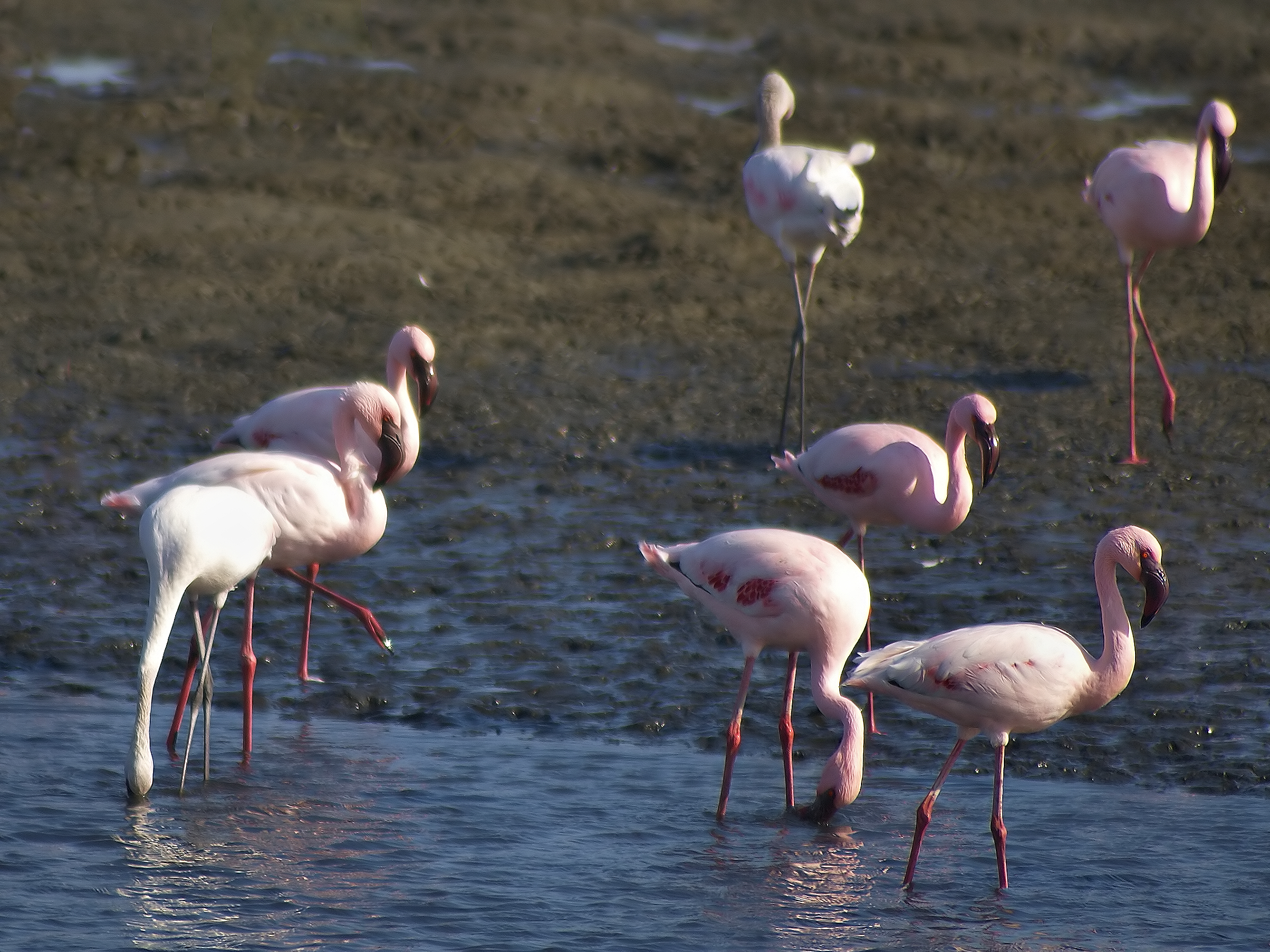
Walvis Bay
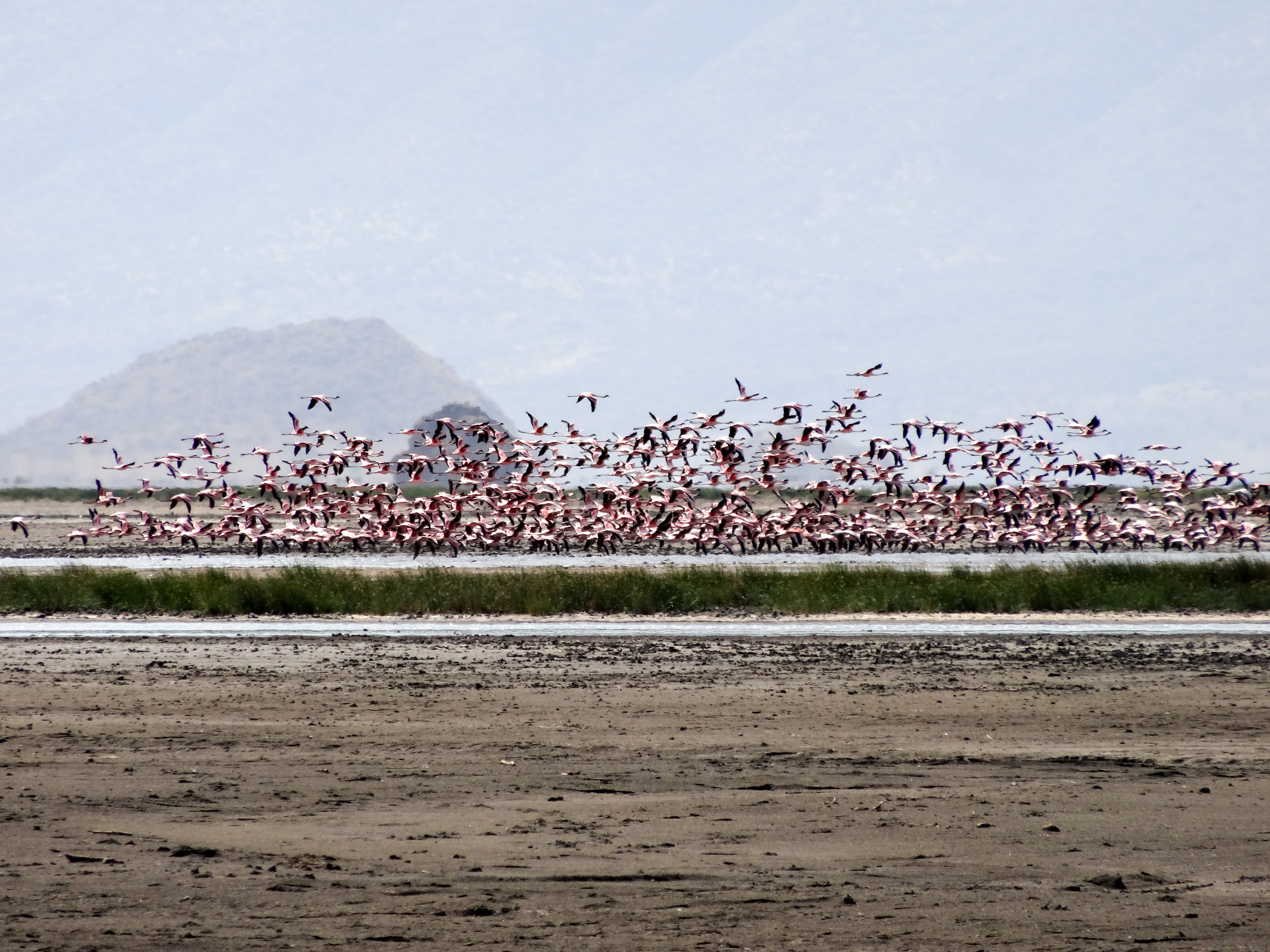
Vol de flamants nains au dessus du lac Natron.
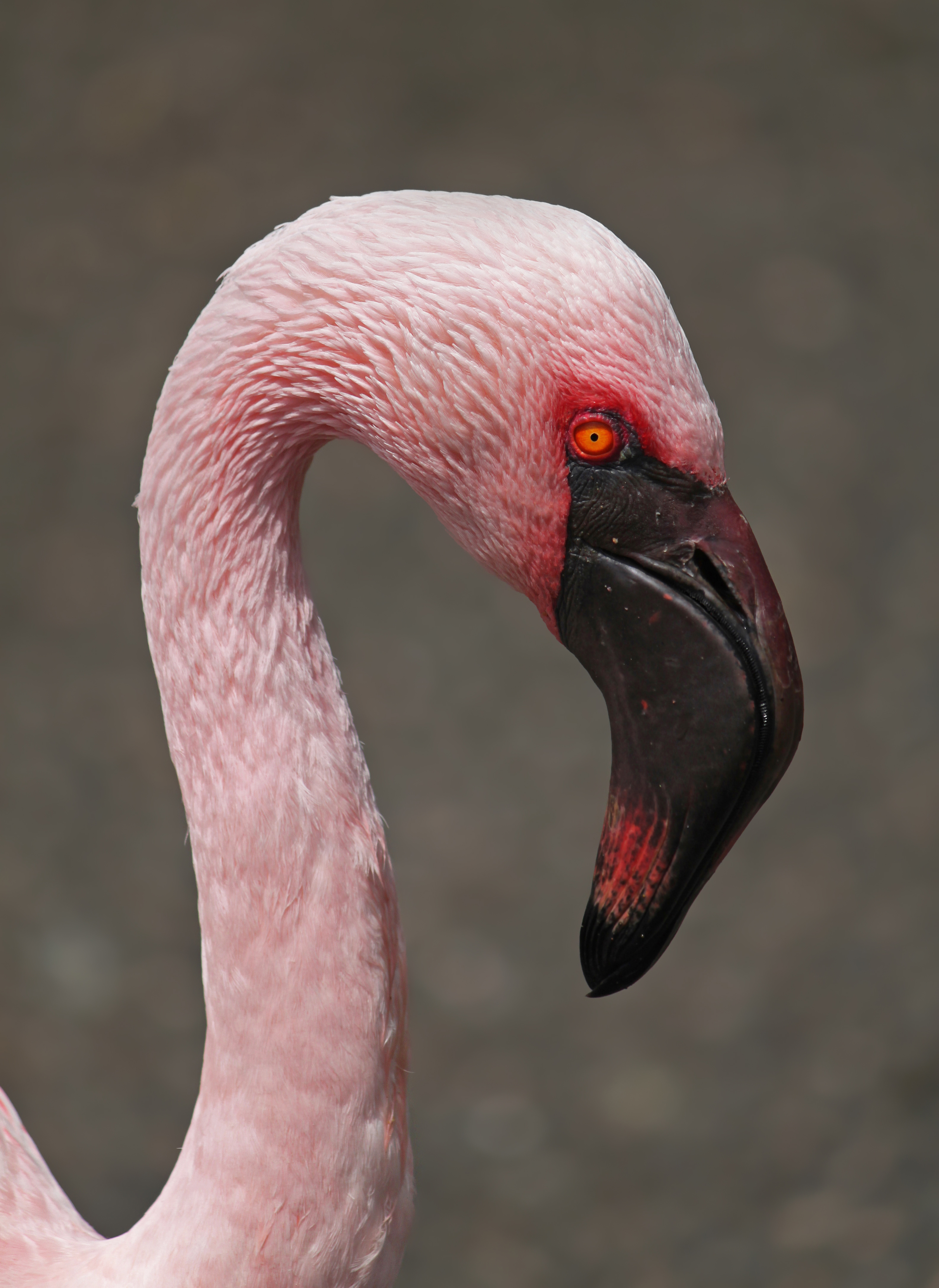
Flamant nain, zone noire du bec étendue.
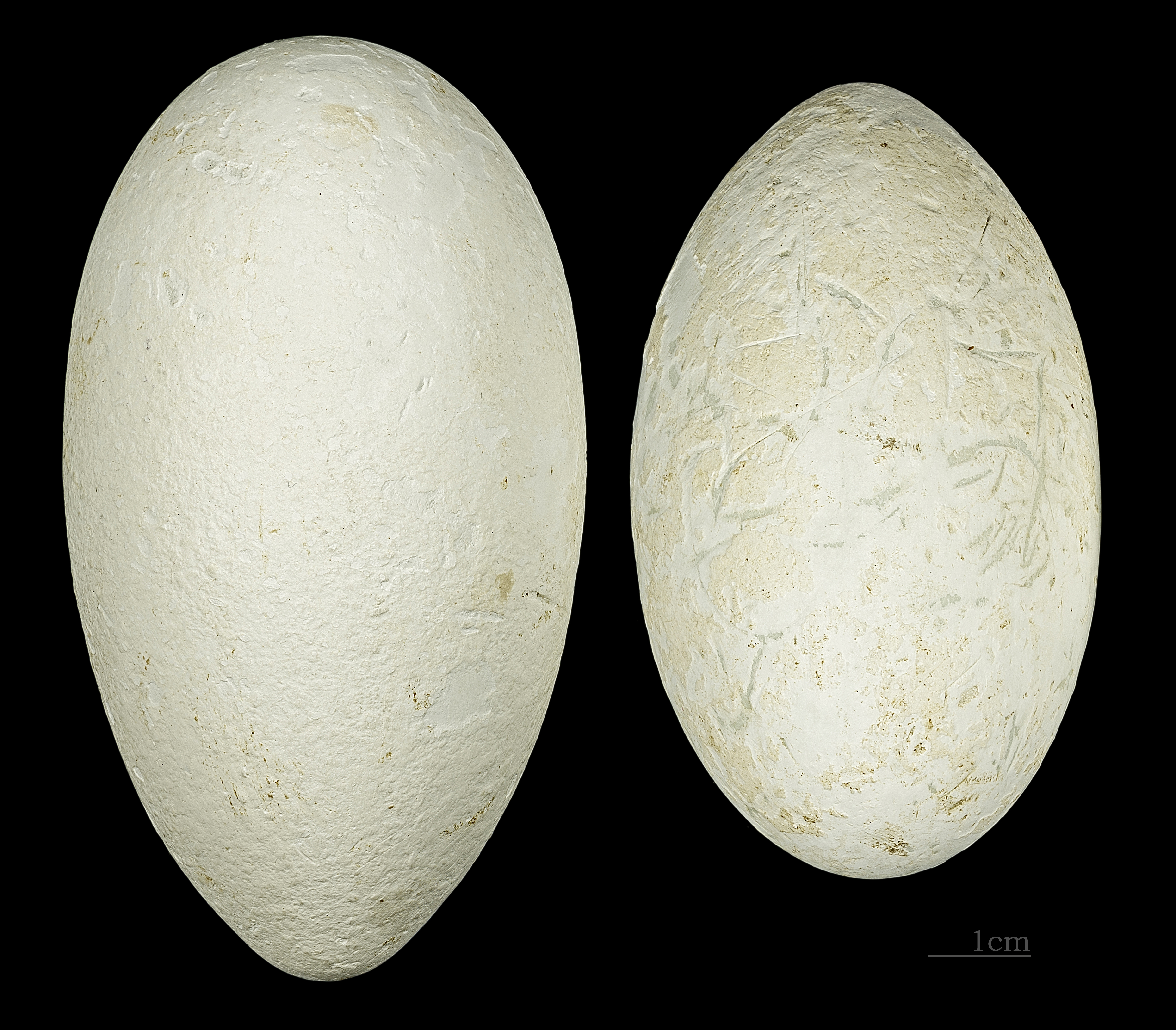
Œufs de Flamant nain Muséum de Toulouse.

## Comportement

### Alimentation
Le flamant nain se nourrit principalement d’une cyanobactérie (Arthrospira platensis, syn. Arthrospira fusiformis, Spirulina platensis), spiruline qui ne se développe que dans les lacs très alcalins. Le lac Natron est connu pour ses eaux chaudes et alcalines. Le bec épais de l'oiseau est spécialisé pour saisir des aliments de taille minuscule. La consommation journalière d'un adulte est d'environ 72 g de matière sèche de cyanobactéries, principalement A. fusiformis.

### Reproduction
Son principal lieu de reproduction est le lac Natron en Tanzanie, où le pH élevé de l'eau rend difficile l'approche des prédateurs. Comme tous les flamants, il pond un unique œuf blanc crayeux sur un amas de boue.

## Répartition et habitat
Les populations de flamants nains, en moyenne deux millions d'individus, se trouvent principalement en Afrique dans la vallée du Grand Rift, et dans une moindre mesure en Inde et au Pakistan (environ 350 000 individus). De plus petites populations sont également présentes en Afrique de l'Ouest, dans le sud de l'Afrique, ainsi qu'à Madagascar. Les deux lacs essentiels d’Afrique de l’Est, Nakuru et Bogoria, ont été affectés ces dernières années par un empoisonnement qui pourrait être dû aux toxines de cyanobactéries, aux métaux lourds et aux pesticides.

## Systématique
L'espèce Phoeniconaias minor a été décrite par le naturaliste français Étienne Geoffroy Saint-Hilaire en 1798,. Jusqu'en 2014, elle est classée dans le genre phoenicopterus avec le flamant rose, avant d'en être séparée.